# Scraptiidae
Scraptiidae là một họ bọ cánh cứng. Các loài trong họ này rất phổ biến và hay bị nhầm lẫn với các loài trong họ Mordellidae.

## Hình ảnh

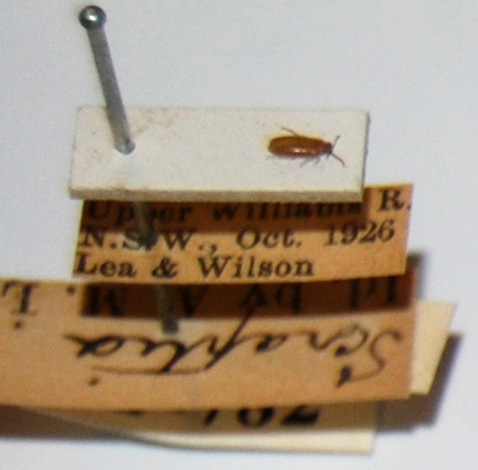
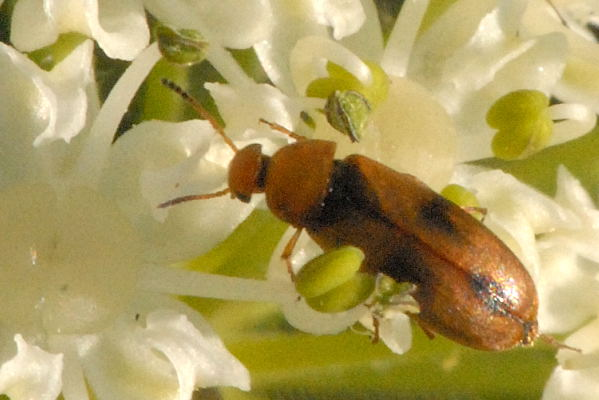
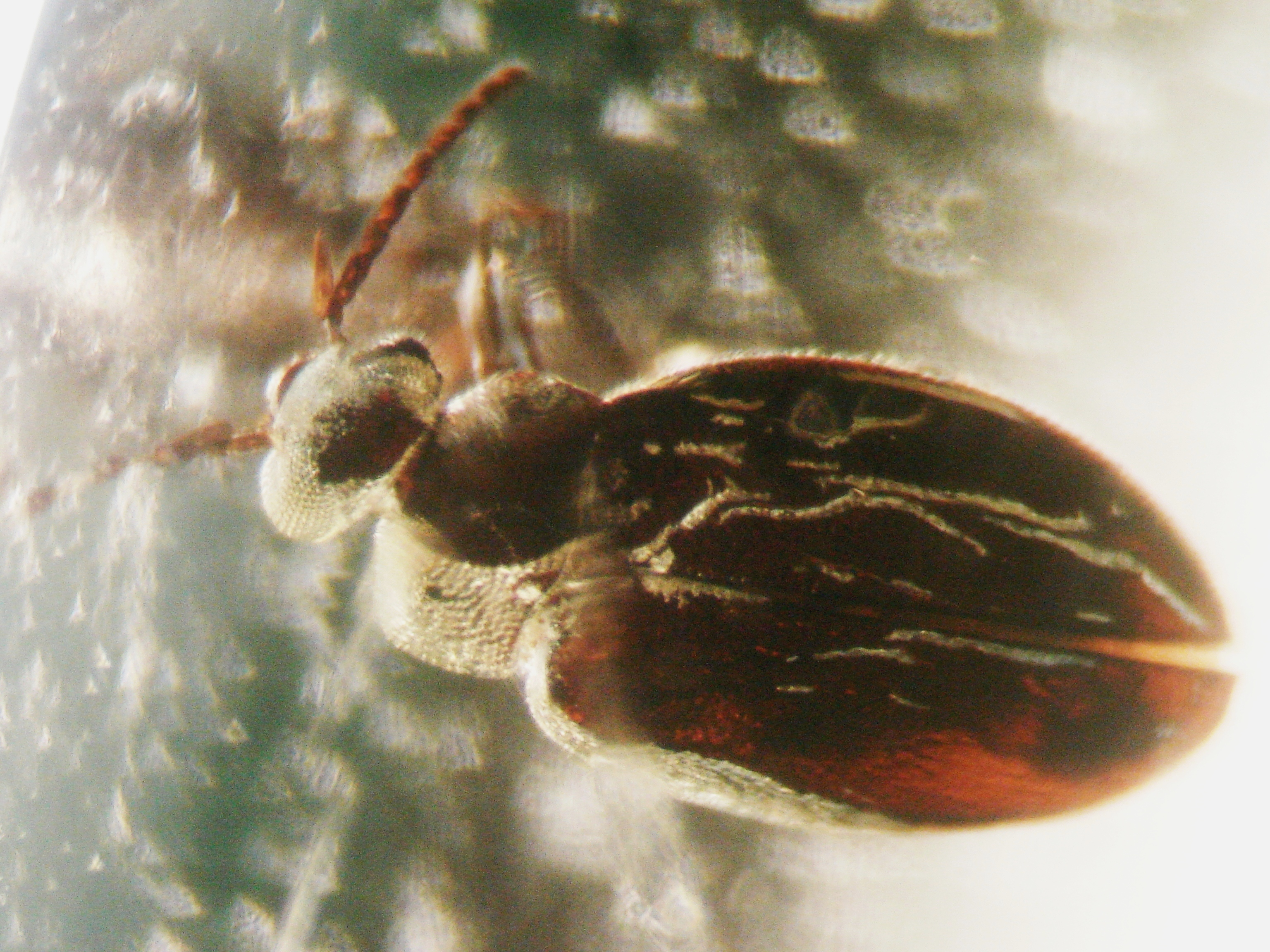
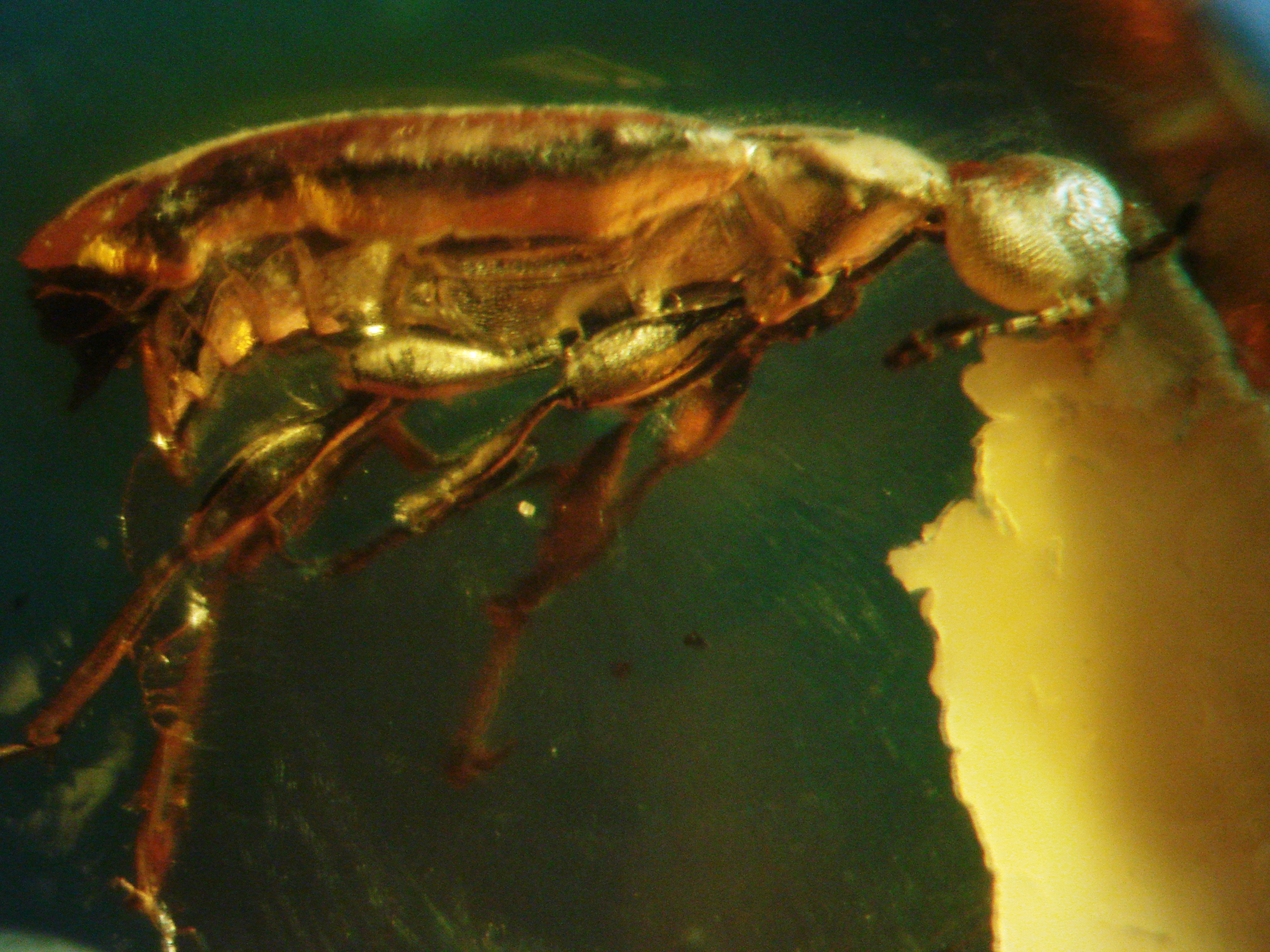

## Các chi
Các chi trong họ này gồm:
| - Allopoda - Anaspis - Canifa - Cyrtanaspis - Diclidia - Larisia - Nassipa - Naucles - Neoscraptia | - Pectotoma - Pentaria - Pseudopentaria - Scraptia - Silaria - Sphingocephalus - Trotomma - Trotommidea |